# Alguazas
Alguazas és un municipi de la Regió de Múrcia. Limita a l'est amb Molina de Segura, al sud amb Torres de Cotillas, a l'oest amb Campos del Río i Villanueva del Río Segura, i al nord amb Ceutí i Lorquí

## Alcaldes en període democràtico des de 1979
| Legislatura             | Nom                          | Grup            |
| ----------------------- | ---------------------------- | --------------- |
| 1979-1983               | Silvino Jiménez Alfonso      | PSOE            |
| 1983- Abril 1987        | Silvino Jiménez Alfonso      | PSOE            |
| Abril 1987 - Junio 1987 | José María Hernández Palazón | Independent     |
| Junio 1987-1991         | Silvino Jiménez Alfonso      | PSOE            |
| 1991-1993               | Silvino Jiménez Alfonso      | PSOE            |
| 1993-1995               | Francisco Franco Hurtado     | PSOE            |
| 1995-1999               | Diego Oliva                  | PP              |
| 1999-2001               | Diego Oliva                  | PP              |
| 2001-2005               | José Antonio Fernández Lladó | PP              |
| 2005-2007               | Francisco Franco Hurtado     | PSOE            |
| 2007-....               | José Antonio Fernández Lladó | Partido Popular |